# Nestor von Kiew

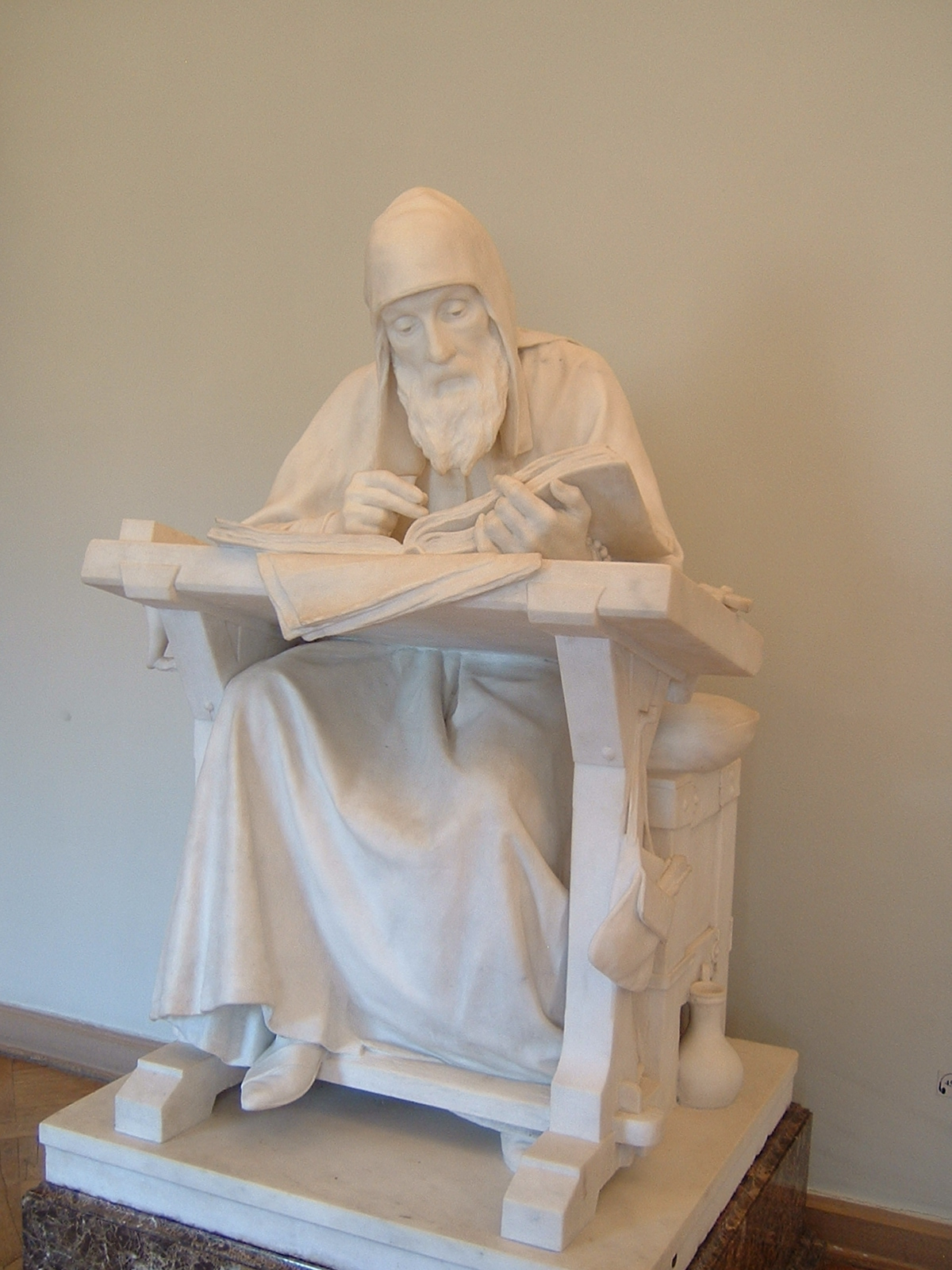
Eine Statue von Mark Antokolski, 1890

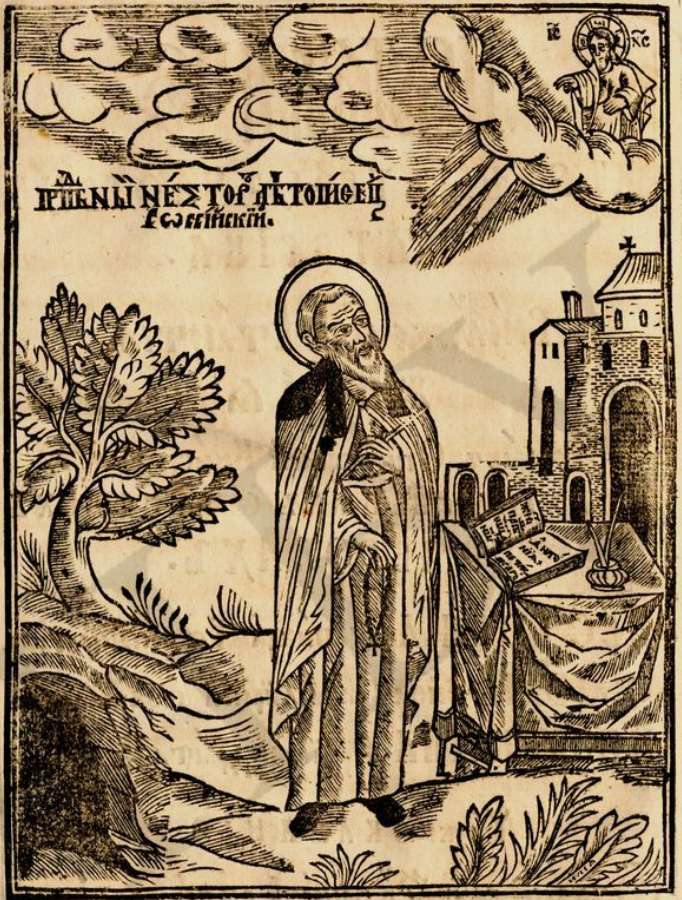
Nestor von Kiew, 1661

Nestor (* 1050 in Kiew; † 27. Oktober 1113 ebenda) war ein ostslawischer Mönch und Verfasser der ersten ostslawischen Chronik.
Nestor wurde schon in seiner Jugend Mönch im Kiewer Höhlenkloster. Dort bekam er die Aufgabe, die Klosterchronik zu führen. In den 1080er Jahren schrieb er den „Bericht über das Leben und Untergehen der seligen Leidensträger Boris und Gleb“ und eine Biografie des Mönchs Theodosius von Kiew.

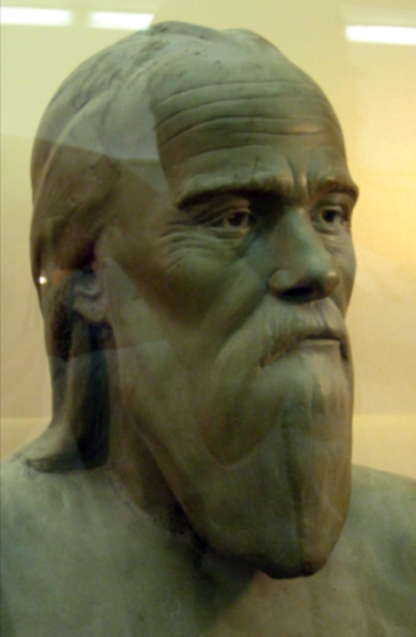
Nestor. Forensische Gesichtsrekonstruktion von Michail Gerasimow.

Im Jahr 1096 wurde Nestor Zeuge der Verwüstung des Höhlenklosters.
Sein Hauptwerk entstand 1112–1113, die „Geschichte der vergangenen Jahre“ (altostslawisch Повѣсть временныхъ лѣтъ), im deutschsprachigen Raum besser bekannt unter dem Namen Nestorchronik. Im ersten Satz erklärt er das Ziel des Werks: „Hier ist die Geschichte der vergangenen Jahre, wie das russische Land zum Entstehen kam, wer zuerst in Kiew Fürst war und wie das russische Land geordnet ist.“
Nestor verwendet eine beeindruckende Reihe von Quellen: russische schriftliche und mündliche Überlieferungen, Klosterchroniken, historische Sammlungen, die byzantinischen Chroniken von Johannes Malalas und Georg Amartolos, die Berichte des Bojaren-Anführers Ian Wyschatich, Berichte von Händlern, Soldaten und Handwerkern.
Seine Chronik beginnt mit der ersten Erwähnung Russlands in der Zeit von Patriarch Photius I. 856, er erwähnt die Entwicklung des slawischen Alphabets (Glagolica) durch Kyrill von Saloniki und Method von Saloniki und die Taufe der heiligen Olga in Konstantinopel. Er berichtet von der ersten orthodoxen Kirche in Kiew (945) und von den ersten russischen Metropoliten. Er erwähnt zum ersten Mal die Samojeden, berichtet, dass die Rus Normannen also Wikinger gewesen seien, die vom Volk von Nowgorod eingeladen wurden, zu ihnen zu kommen und ihre Stadt zu regieren.
Für Nestor ist die Geschichte Russlands ein Teil der Weltgeschichte aus christlicher Sicht – der Geschichte von der Errettung der Menschheit.
Nach dem Tod Nestors wurde die Chronik von Mönchen seines Klosters weitergeführt. Oft wird als Todesdatum 1114 angegeben, da die damals in Kiew geltende byzantinische Zeitrechnung das folgende Jahr schon am 1. September (alten Stils) beginnen ließ, also: Oktober 1113 → 1114. Dies ist aber fehlerhaft und eine Überkorrektur.

## Ausgaben
- Die Nestorchronik. Die altrussische Chronik, zugeschrieben dem Mönch des Kiever Höhlenklosters Nestor, in der Redaktion des Abtes Sil’vestr aus dem Jahre 1116, rekonstruiert nach den Handschriften Lavrent’evskaja, Radzivilovskaja, Akademičeskaja, Troickaja, Ipat’evskaja und Chlebnikovskaja, übersetzt von Ludolf Müller, (Forum Slavicum, Bd. 56), München 2001, ISBN 3-7705-3428-X.
- Die Nestorchronik. Der altrussische Text der Nestorchronik in der Redaktion des Abtes Sil’vestr aus dem Jahre 1116 und ihrer Fortsetzung bis zum Jahre 1305 in der Handschrift des Mönches Lavrentij aus dem Jahre 1377 sowie die Fortsetzung der Suzdaler Chronik bis zum Jahre 1419 nach der Akademiehandschrift, (Forum Slavicum, Bd. 48), München 1977, ISBN 3-7705-1476-9.
- The Russian primary chronicle. Laurentian text, hrsg. von Samuel Hazzard Cross, Cambridge 1953.